# Лаутерархорн
Лаутерархорн, Лаутераархорн (нем. Lauteraarhorn) — гора в Бернских Альпах, кантон Берн, Швейцария. Её высота — 4 042 метра над уровнем моря.

## География

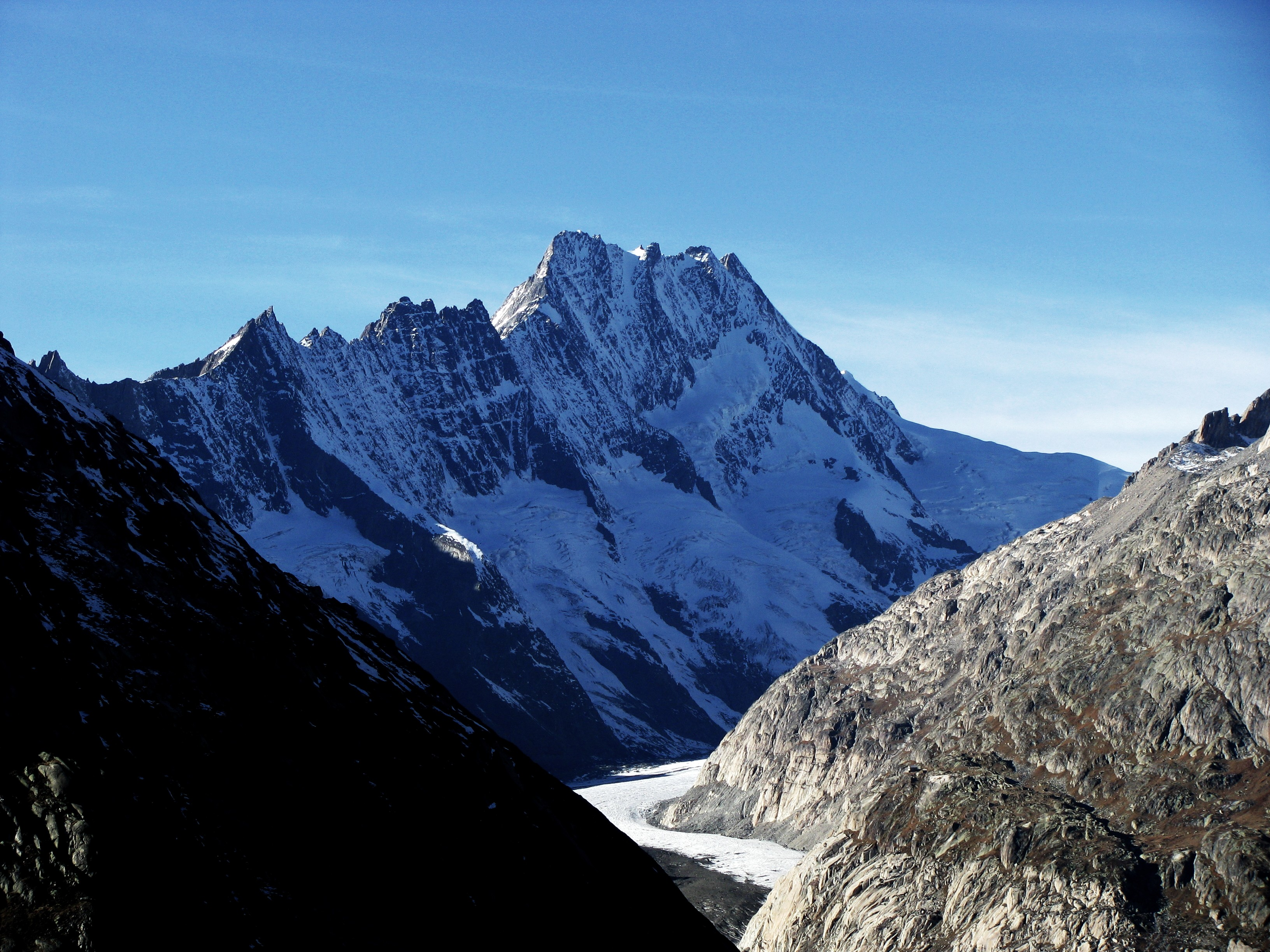
Лаутерархорн и Шрекхорн над ледником Унтерар

Лаутерархорн расположен недалеко от Шрекхорна (с севера) и Финстерархорна (с юга). У подножия Лаутерархорна расположены ледники Лаутерар и Финстерар, впадающие в ледник Унтерар (Нижний Арский ледник).

## Геология
Лаутерархорн входит в Аарский массив (нем. Aarmassiv). Массив сформирован в основном гранитами и гнейсами.
Тектонический подъём массива произошёл около 6 миллионов лет назад.

## Альпинизм

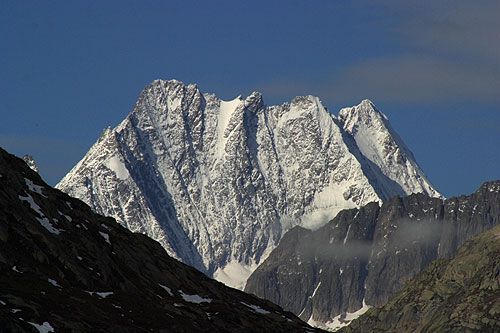
Вид на Лаутерархорн с перевала Гримзельпас

Первое восхождение на Лаутерархорн было совершено 8 августа 1842 года швейцарскими геологами Пьером Жаном Эдуаром Дезором (фр. Pierre Jean Édouard Desor) и Арнольдом Эшером фон дер Линтом (нем. Arnold Escher von der Linth), Кристианом Жираром (фр. Christian Girard) и местными проводниками Мельхиором Банхольцером (нем. Melchior Bannholzer) из долины Хаслиталь и Якобом Лёйтхольдом (нем. Jakob Leuthold) из Гриндельвальда.

### Маршруты восхождений
Классический маршрут скально-снежный, через перевал Гримзельпасс (нем. Grimselpass). Маршрут начинается от бивака Аар и идёт по кулуару на южной стене Лаутерархорна и далее по юго-восточному гребню. Сложность — ZS (II) по шкале SAC. Время подъёма от бивака Аар до вершины около 5 часов. В снежные годы маршрут потенциально лавиноопасен.